# 후안 카를로스 와스모시

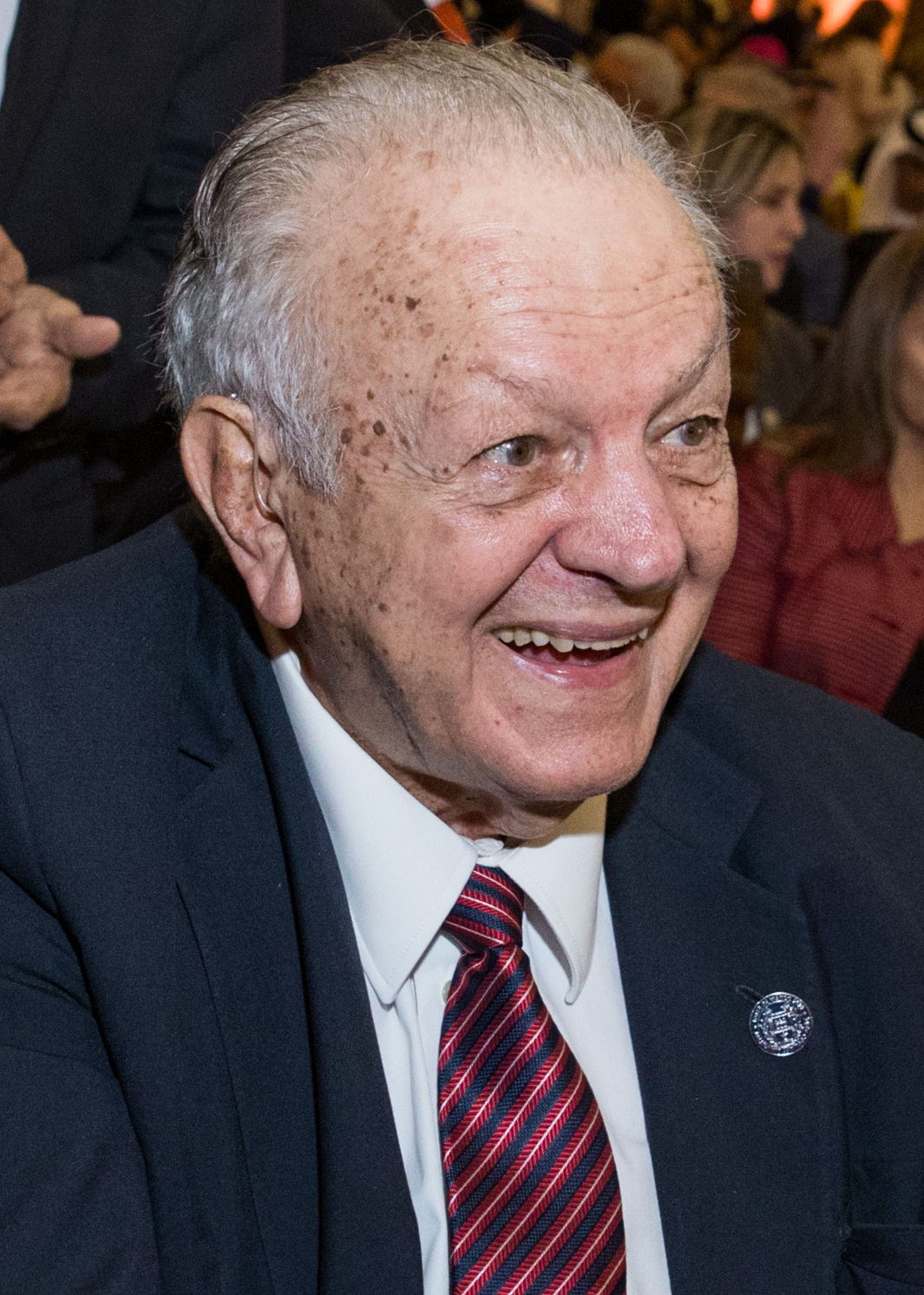

후안 카를로스 와스모시는 파라과이의 정치인이다. 본명은 후안 카를로스 와스모시 몬티(Juan Carlos Wasmosy Monti)이다. 그는 스트로에스네르(Stroessner)정권 이후 39년 만에 군정을 민정으로 바꾼 사람이다.
그의 조상은 헝가리 출신이다. 와스모시란 성 역시 거기서 유래한 것이다(본래는 바모시였으나, 후에 와스모시로 수정). 그는 1995년에 조상의 나라인 헝가리를 방문하였다.
1992년 대선에서 아르가냐-이바녜스 세력들이 출마하였다. 그러자 이 세력에 불만을 느끼던 로드리게스 대통령은 부정선거를 실시하였고, 반대세력에게 쓸데없는 누명을 뒤집어씌우고 말았다. 이후 와스모시-세이파르트 세력들을 대선에 출마시켰다.
1993년 대통령이 되었다. 이로써 39년 만에 민정복귀를 이루었으나, 첫판부터 여러 가지 어려움을 겪게 되었다. 민주화에도 불구하고 부패와 경제문제를 해결하지 못했기 때문이다. 또한 군부가 그를 추방시키려는 듯 정치하는 데 방해받았다. 비록 그는 이를 외면할 수 있었으나,<ref><ref>오비에도의 괴롭힘은 이길 수 없었다. 1998년 라울 꾸바스가 대통령이 되었고, 2003년 총선에 출마했으나 패하고 말았다.